# Barbara Lison
Barbara Lison (Zbrosławice, Polonia, 2 de Octubre de 1956) es una bibliotecaria alemana, directora de la biblioteca de la ciudad de Bremen desde 1992 y presidenta de la asociación internacional de bibliotecas de 2021 a 2023. Ha participado activamente en las asociaciones de bibliotecas alemanas y europeas y en la IFLA durante años. Ha sido presidenta de la Biblioteca e Información Alemana (BID), la organización que agrupa a las asociaciones de bibliotecarios alemanes. De 2016 a 2019 fue presidenta de la Asociación Alemana de Bibliotecas (DBV).

## Biografía

### Educación y profesión
Lison realizó estudios en historia y educación eslavos en la Universidad del Ruhr en Bochum. Después de graduarse, fue profesora de ruso en Düsseldorf durante un corto tiempo. A esto le siguió un período de prácticas para estudiantes en Düsseldorf, así como un período de prácticas de biblioteca en Bochum, Oldenburg y Colonia y trabajo como bibliotecaria. Durante cinco años, de 1987 a 1992, dirigió la biblioteca de la ciudad de Oldenburg. En 1992 se convirtió en directora de la Biblioteca de la Ciudad de Bremen y desde 1999 ha sido la gerente de las operaciones de la Biblioteca de la Ciudad de Bremen. 
Su trabajo se ha enfocado en bibliotecas públicas, donde ha realizado trabajos sobre el fomento a la lectura. Como presidenta de IFLA promueve el trabajo de las bibliotecas frente al cambio climático y cómo el sector bibliotecario puede aportar a la sostenibilidad ambiental. 2017 a 2019, Presidenta electa 2019-2021 y Presidenta 2021-2024)
- Integrante de la Junta de Fideicomisarios del Centro de bibliotecas informáticas en línea (OCLC) (2012 a 2016, 2016 a 2020)
- Integrante de Wittheit zu Bremen

## Publicaciones (selección)

### Recursos en línea
- Sobre el estado del tratamiento de la heterogeneidad en vascoda: inventario y perspectivas. De Lison, Barbara; Mayr, Philipp; Walter, Anne-Kathrin. Editorial Dinges & Frick 2007. OCLC 662296851 (solicitud / pdf)
- Dotación de personal para la biblioteca híbrida: estrategias innovadoras en el campo del desarrollo del personal: con ejemplos de buenas prácticas de Brisbane, Australia, como se refleja en Seattle, EE. UU. Singapur; Estocolmo, Suiza; y Bremen, Alemania. Por Barbara Lison e Inga Lundén. Fundación Bertelsmann, 2004. (Libro electronico)
- Cooperación y competencia en el desarrollo de servicios electrónicos en bibliotecas. Dobbie, Allison. [Ed. Electrónica. ]. - Gütersloh: Fundación Bertelsmann, 2002. Este título tiene una referencia de texto completo.
- Bibliothèques publiques allemandes (Les. 2001-01-01. OCLC 903019184 texto / xml)

### Monografías y edición
- Portali sul passato e sul futuro: biblioteche in Germania: pubblicato su incarico della Bibliothek & Information Deutschland e. V. (BID) / Jürgen Seefeldt e Ludger Syré. Con una pref. di Barbara Lison. Trad .: Piero Santambrogio. Con la collab. di Beate Neumann. Hildesheim; Zurich; Nueva York, NY: Olms 2009
- Portales al pasado y al futuro: bibliotecas en Alemania zs. con Jürgen Seefeldt. 3ro, revisado. Ed. Hildesheim [u. una. ]: Olms, 2007
- Portales al pasado y al futuro: bibliotecas en Alemania zs. con Jürgen Seefeldt. 2da rev. ed. Hildesheim [u. una. ]: Olms, 2007
- Información y ética: Tercer Congreso de Información y Bibliotecas de Leipzig, Leipzig, 19. a 22. Marzo de 2007; [al mismo tiempo, la conferencia anual de la Asociación Alemana de Bibliotecas e. V. (DBV), el 96. Día del Bibliotecario Alemán, la jornada de trabajo y formación avanzada para bibliotecarios de bibliotecas públicas y académicas y la conferencia de trabajo y formación avanzada para documentales]. Wiesbaden: Dinges y Frick, 2007
- Cooperación versus competencia en el desarrollo de servicios electrónicos en bibliotecas. De Allison Dobbie; Barbara Lison-Ziessow; Red Internacional de Bibliotecas Públicas; Fundación Bertelsmann. Fundación Bertelsmann, 2002
- Acceso a Internet en bibliotecas públicas - necesidad y posibilidad de estructurar el acceso en línea a la información y el conocimiento: proyecto; BINE (biblioteca + internet). Bremen, 1999
- Asociación Alemana de Bibliotecas…; Voluntarios: ¿(no) una oportunidad para las bibliotecas ?: un documento de posición de la Asociación Alemana de Bibliotecas. Berlín, 1999
- La historia de la biblioteca de paisajes. Con Martin Tielke. Aurich: Paisaje de Frisia Oriental 1995.

### Traducciones
- Pintura rusa de los años 20 y 30 [intercambio de exposiciones Rusia - Baja Sajonia (lugar de exposición: Oldenburg)] / [el órgano. Museos: para la Baja Sajonia Museumsdorf Cloppenburg, el Museo al Aire Libre de la Baja Sajonia…; para Rusia Tula Art Museum, Vladimir-Suzdal State Museum Complex]. Texto: Marina Kusina. Ed.: Karl-Heinz Ziessow, Wolfgang Hase. Traducido por: Barbara Lison-Ziessow. Cloppenburg, Museumsdorf Cloppenburg, 1993.